# Lepezari
Lepezari (Strepsiptera) endopterigotni red su insekata sa devet postojećih familija, koje obuhvataju preko 600 opisanih vrsta. Oni su endoparaziti u drugim insektima, kao što su pčele, ose, cikade, raklje, i buvašvabe. Ženke većine vrsta nikad se ne pomaljaju iz domaćina nakon ulaska u njegovo telo, i konačno umiru unutar njega. Larve ranog stupnja se pojavljuju, jer one moraju da pronađu nezauzetog živog domaćina, a kratkoživući mužjaci se pojavljuju da bi tražili prijemčivu ženku u njenom domaćinu. Ovaj red nije dobro poznat izvan stručnih krugova.
Ime im dolazi iz grčke reči streptos = zasukano, pleteno. Životni ciklus se sastoji od četiri razvojna stadijuma (potpuna metamorfoza), jaje, larva, lutka, imago. Imago može da naraste od 0,4 do 35 mm, ali je uglavnom sitniji od 6 milimetara. Kod lepezara samo mužjaci imaju krila. Ženke zbog svog parazitskog oblika života nemaju krila, niti pipke. Mužjaci imaju razvijen samo stražnji par krila, dok su im od prednjeg para krila ostale samo haltere. Mužjaci se često mogu videti kako lete oko cveća, to rade zato što ženke većinom parazitiraju na redu Hymenoptera kojima je prehrana bazirana na cvetnom nektaru i peludi. Kopulacija se odvija tako što mužjak penetrira pod neodređeni deo ženkinog egzoskeletona, jer ženka nema kopulatorne organe. Larve se legu u telu ženke te se prvo hrane njezinom unutrašnjosti, a nakon što iscrpe telo ženke hrane se telom domaćina.

## Literatura
- Grimaldi, D.; Engel, M.S. (2005). Evolution of the Insects. Cambridge University Press. ISBN 0-521-82149-5.